# آیسون
آیسون (به یونانی: Αἴσων)، در اسطوره‌های یونان، پسر کرتئوس و تورو است.
وارث راستین پادشاهی یولکوس بود اما پلیاس آن را غصب کرد. با آلکیمده ازدواج کرد که از او صاحب فرزندی به نام یاسون شد. آن‌ها یاسون را پنهانی به خیرون دادند تا تربیت کند. هنگامی که یاسون به جستجوی «پشم زرین» رفته بود، مرد. اما مدیا پس از بازگشت به یولکوس او را با قدرت جادویی خود زنده کرد.